# Elisa Briganti
Elisa Livia Briganti (... – 13 gennaio 2024) è stata una sceneggiatrice italiana.

## Biografia
È stata la moglie dello sceneggiatore Dardano Sacchetti. Insieme al marito ha scritto alcuni film horror divenuti dei cult movie, quali Zombi 2, Quella villa accanto al cimitero e Manhattan Baby. Ha scritto inoltre i poliziotteschi Il trucido e lo sbirro e La banda del trucido, con protagonista Tomas Milian nel ruolo de Er Monnezza. 
Morì il 13 gennaio 2024.

## Filmografia
- Il trucido e lo sbirro, regia di Umberto Lenzi (1976)
- La banda del trucido, regia di Umberto Lenzi (1977)
- Zombi 2, regia di Lucio Fulci (1979)
- Quella villa accanto al cimitero, regia di Lucio Fulci (1981)
- Manhattan Baby, regia di Lucio Fulci (1982)
- 1990 - I guerrieri del Bronx, regia di Enzo G. Castellari (1982)
- Il giustiziere della strada, regia di Giuliano Carnimeo (1983)
- La casa con la scala nel buio, regia di Lamberto Bava (1983)
- I guerrieri dell'anno 2072, regia di Lucio Fulci (1984)
- Il diavolo sulla collina, regia di Vittorio Cottafavi (1985)
- Superfantagenio, regia di Bruno Corbucci (1986)
- Vendetta dal futuro, regia di Sergio Martino (1986)
- Fino alla morte, regia di Lamberto Bava – film TV (1987)
- Quella villa in fondo al parco, regia di Giuliano Carnimeo (1988)
- L'ispettore Sarti – serie TV (1991)
- Il commissario – serie TV (2002)